# Tijdelijke Commissie Onderzoek TBS
De Tijdelijke commissie onderzoek TBS was een Tweede Kamercommissie belast met het Parlementair onderzoek TBS-stelsel.
Deze commissie had als taak onderzoek te doen naar 'de huidige stand van de forensische zorg (psychisch gestoorde delinquenten en geestelijk gestoorden die delictgevaarlijk zijn), zodat de politiek op dit punt de juiste keuzes kan maken'.

## Commissieleden
- Arno Visser (VVD) (voorzitter)
- Nebahat Albayrak (PvdA)
- Cisca Joldersma (CDA)
- Krista van Velzen (SP)
- Marijke Vos (GroenLinks)